# Fábrica de loza de Yanci
La fábrica de loza de Ventas de Yanci, o Fábrica de Media Porcelana Belarra y Cía., fue un complejo fabril dedicado a la producción de media porcelana fundado hacia 1865 en la localidad navarra de «Igantzi», desmantelado a finales de ese mismo siglo.

## Historia
Contemporánea en España de las fábricas de Sargadelos (Lugo), La Cartuja de Sevilla-Pickman, La Amistad y La Cartagenera Industrial Cerámica –ambas en Cartagena–, o las más próximas de Pasajes (Guipúzcoa) o Busturia (Vizcaya), establecimientos creados como alternativa a las grandes firmas europeas francesas, inglesas y alemanas. La de Yanci fue fundada en 1865 por Martín Belarra Irisarri (1807-1878), hacendado, industrial, diputado navarro progresista y miembro de la “veintena de la villa” de Yanci. Antes, en 1847, Belarra había comprado una mina de caolín en Artikutza y formado la sociedad "Belarra y Compañía" con idea de montar una fábrica de loza en el término de Berrizáun (Igantzi).
Sus instalaciones, en el barrio de las Ventas de Yanci, estuvieron en la margen derecha del río Bidasoa, cerca del puente que lleva a Yanci y Aranaz, aunque no han quedado restos ni del taller ni de los hornos. Según Silván, tuvieron buena acogida local y sus productos fueron exportados ocasionalmente al extranjero. Sin embargo, la guerra civil de España de 1872-1876 que barrió esta zona de la Península, el declive económico español al final del siglo xix y la fuerte competencia de empresas del ramo, como la de Pickman acabarían provocando la desaparición de la fábrica de Ventas de Yanci.

### Marcas
Hay dos tipos de marca: impresas, «a troquel bajo barniz sobre la loza aún cruda», y calcadas, también bajo barniz. Los caracteres aparecen en mayúsculas:

#### Marcas impresas
- "YANCI". Puede aparecer sola o unida a las otras marcas impresas y también a las calcadas.
- "BELARRA". Suele ser complementaria de la marca anterior.
- "BELARRA Y Cía". Siempre acompañada de la primera.
- "X", "O", "N", "3". Letras o signos como marca personal del alfarero

#### Marcas calcadas
- "FABRICA DE MEDIA PORCELANA" rodeando un círculo en cuyo interior se lee: "BELARRA Y Cía YANCI". Con ella aparecen las marcas impresas "YANCI" y "3".
- "MEDIA PORCELANA BELARRA Y CÍA YANCI" aparece en forma circular en torno a un emblema con tres manos enlazadas (que pudiera recordar al de la Real Sociedad Vascongada de Amigos del País), y acompañado por la marca impresa "YANCI".

### Características
La loza de Yanci, de vidriada en baño estannífero –sulfuro de plomo y estaño– complementado con cobalto, que delata su tono azulado, llegó a usar el llamado "transfer printing" o decoración estampada.